# 广州市天河中学
广州市天河中学（简称“天中”）是中国广东省广州市天河区的一间公立中学，于1988年成立。

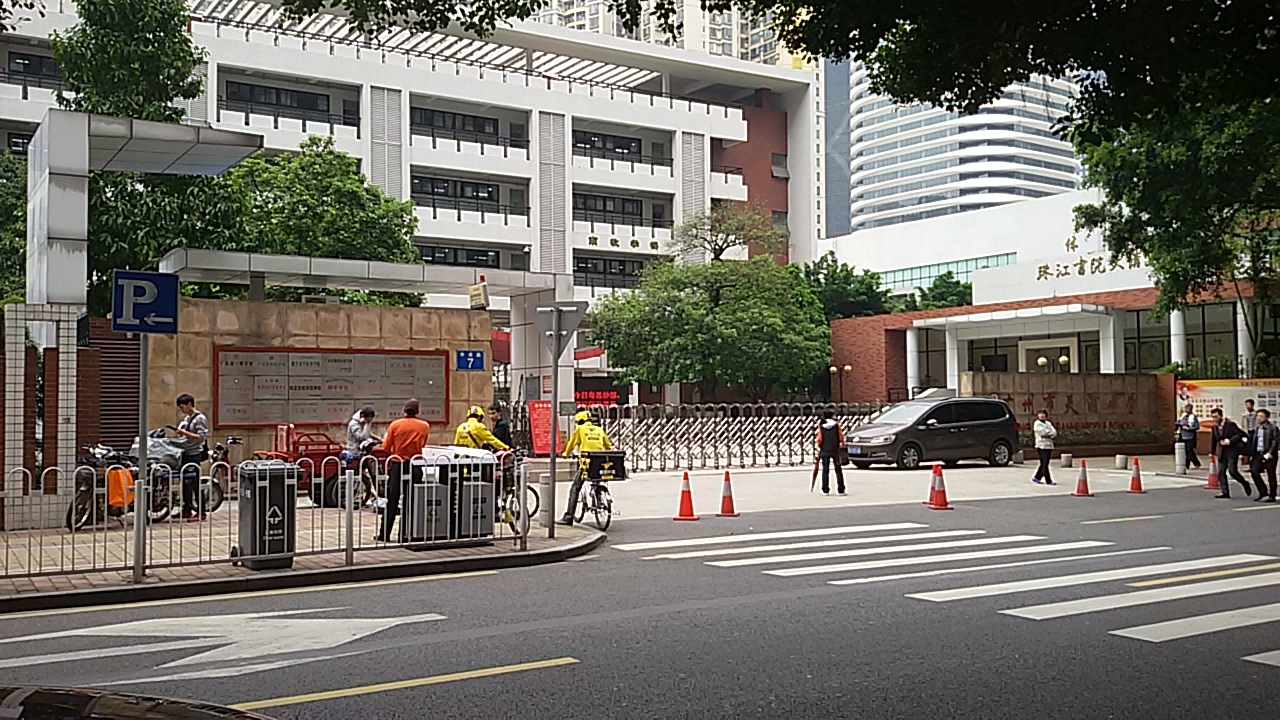
天河中学珠江新城校区正门

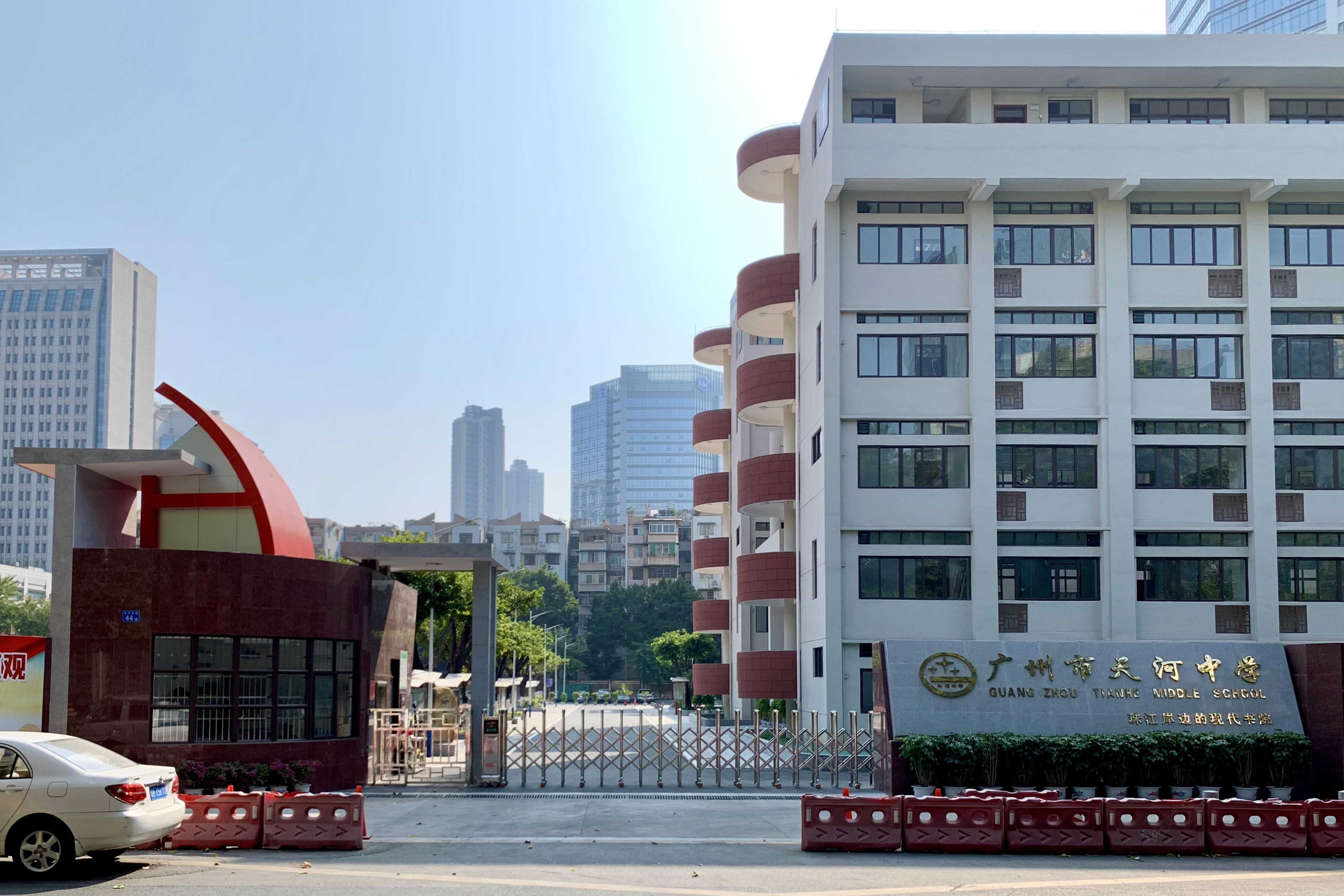
天河中学天河东校区正门

## 学校历史
1988年8月28日，广州市天河中学（天河东校区）开办，并在同年9月14日得到天河区人民政府办公室同意开办的批复。天河中学开办之初，共接收石牌、冼村、猎德三村小学升上来的5个班共计230名学生。
1991年，天河中学增办普通高中，招收普通高中2个班；但在一年后停办。
1996年，天河中学停办职业高中，重新开办高中，确立了发展完全中學的道路。
2000年9月，初中部与高中部分离，高中部迁址到天河区体育东路华文街10号，为天河中学名雅苑校区。
2008年8月，天河中学高中部从名雅苑校区整体搬迁到珠江新城华成路7号，为天河中学珠江新城校区；天河中学因此成为第一间进入珠江新城的中学。原名雅苑校区移交给广州市第四十七中学（今广州中学）使用。
2011年8月29日，天河中学初中部的初一初二年级迁址到猎德大道27号，天河中学花城校区开办。同年，因天河东校区的三栋教学、实验楼被判定为危楼，该校区仅留初三年级。
2013年7月，有近80余年历史的猎德小学改为九年一贯制学校，新学校命名为广州市天河中学猎德实验学校，由天河中学管理。
2014年，天河中学被广州市教育局评为广州市特色学校，获得高中提前批前独立招生100名学生资格。
2016年4月17日，天河区教育局宣布将广州市天荣中学并入天河中学，成为天河中学天荣校区。但该合并方案在数月后取消。

## 校区地址

### 现有校区
- 花城校区（初一、初二）：珠江新城猎德大道27号
- 天河东校区（初三）：天河东路44号
- 珠江新城校区（高中）：珠江新城华成路7号

### 曾有校区
- 名雅苑校区（高中）：体育东路华文街10号